# Rai News 24
Rai News 24 là kênh truyền hình tin tức thuộc sở hữu của đài truyền hình công cộng quốc gia RAI. Phát sóng lần đầu tiên vào ngày 26 tháng 4 năm 1999.

## Mức độ phổ biến
| Mức độ phổ biến kênh Rai News 24 | Mức độ phổ biến kênh Rai News 24 | Mức độ phổ biến kênh Rai News 24 | Mức độ phổ biến kênh Rai News 24 | Mức độ phổ biến kênh Rai News 24 | Mức độ phổ biến kênh Rai News 24 | Mức độ phổ biến kênh Rai News 24 | Mức độ phổ biến kênh Rai News 24 | Mức độ phổ biến kênh Rai News 24 | Mức độ phổ biến kênh Rai News 24 | Mức độ phổ biến kênh Rai News 24 | Mức độ phổ biến kênh Rai News 24 | Mức độ phổ biến kênh Rai News 24 | Mức độ phổ biến kênh Rai News 24 |
| Năm                              | Tháng 1                          | Tháng 2                          | Tháng 3                          | Tháng 4                          | Tháng 5                          | Tháng 6                          | Tháng 7                          | Tháng 8                          | Tháng 9                          | Tháng 10                         | Tháng 11                         | Tháng 12                         | Tỉ lệ                            |
| -------------------------------- | -------------------------------- | -------------------------------- | -------------------------------- | -------------------------------- | -------------------------------- | -------------------------------- | -------------------------------- | -------------------------------- | -------------------------------- | -------------------------------- | -------------------------------- | -------------------------------- | -------------------------------- |
| 2010                             | 0,12%                            | 0,12%                            | 0,03%                            | 0,16%                            | 0,18%                            | 0,25%                            | 0,32%                            | 0,32%                            | 0,24%                            | 0,27%                            | 0,30%                            | 0,41%                            | 0,23%                            |
| 2011                             | 0,40%                            | 0,47%                            | 0,62%                            | 0,46%                            | 0,51%                            | 0,64%                            | 0,60%                            | 0,69%                            | 0,59%                            | 0,68%                            | 0,85%                            | 0,68%                            | 0,58%                            |
| 2012                             | 0,62%                            | 0,53%                            | 0,52%                            | 0,52%                            | 0,66%                            | 0,67%                            | 0,61%                            | 0,59%                            | 0,51%                            | 0,55%                            | 0,52%                            | 0,61%                            | 0,58%                            |
| 2013                             | 0,52%                            | 0,48%                            | 0,76%                            | 0,80%                            | 0,64%                            | 0,65%                            | 0,73%                            | 0,82%                            | 0,78%                            | 0,70%                            | 0,57%                            | 0,67%                            | 0,68%                            |
| 2014                             | 0,58%                            | 0,65%                            | 0,58%                            | 0,50%                            | 0,56%                            | 0,59%                            | 0,66%                            | 0,69%                            | 0,52%                            | 0,47%                            | 0,45%                            | 0,59%                            | 0,57%                            |
| 2015                             | 0,71%                            | 0,52%                            | 0,48%                            | 0,47%                            | 0,43%                            | 0,52%                            | 0,66%                            | 0,57%                            | 0,49%                            | 0,42%                            | 0,53%                            | 0,46%                            | 0,52%                            |
| 2016                             | 0,42%                            | 0,34%                            | 0,39%                            | 0,35%                            | 0,34%                            | 0,53%                            | 0,71%                            | 0,72%                            | 0,53%                            | 0,53%                            | 0,63%                            | 0,66%                            | 0,51%                            |
| 2017                             | 0,71%                            | 0,46%                            | 0,43%                            | 0,52%                            | 0,51%                            | 0,63%                            | 0,60%                            | 0,80%                            | 0,67%                            | 0,56%                            | 0,50%                            | 0,53%                            | 0,57%                            |
| 2018                             | 0,51%                            | 0,48%                            | 0,59%                            | 0,62%                            | 0,70%                            | 0,71%                            | 0,74%                            | 0,92%                            | 0,64%                            | 0,63%                            | 0,58%                            | 0,65%                            | 0,64%                            |
| 2019                             | 0,61%                            | 0,55%                            | 0,60%                            | 0,58%                            | 0,57%                            | 0,68%                            | 0,78%                            | 1,01%                            | 0,73%                            | 0,56%                            | 0,58%                            | 0,58%                            | 0,64%                            |
| 2020                             | 0,59%                            | 0,67%                            | 1,15%                            | 0,98%                            | 0,78%                            | 0,69%                            | 0,80%                            | 0,97%                            | 0,71%                            | 0,79%                            | 0,86%                            | 0,75%                            | 0,81%                            |
| 2021                             | 0,86%                            | 0,76%                            | 0,65%                            | 0,62%                            | 0,61%                            | 0,69%                            | 0,82%                            | 0,91%                            | 0,71%                            | 0,66%                            | 0,64%                            | 0,66%                            | 0,71%                            |
| 2022                             | 0,65%                            | 0,65%                            | 0,90%                            | 0,62%                            | 0,57%                            | 0,62%                            | 0,80%                            | 0,77%                            | 0,67%                            | 0,61%                            | 0,59%                            | 0,62%                            | 0,68%                            |
| 2023                             | 0,56%                            | 0,52%                            | 0,52%                            | 0,56%                            | 0,61%                            | 0,73%                            | 0,78%                            | 0,82%                            | 0,60%                            | 0,67%                            |                                  |                                  |                                  |